# Paonias wolfei
Paonias wolfei là một loài bướm đêm thuộc họ Sphingidae. Nó được miêu tả bởi Cadiou và Haxaire năm 1997. Loài này có ở México.